# طريق الخارجة - سوهاج
طريق الخارجة سوهاج هو طريق يبدأ من نقطة تلاقي الصحراوي الغربي بطول 142 كيلو متر تحت إشراف جهاز التعمير بالمحافظة.

## الوصف
تبلغ التكلفة التقديرية للمشروع حوالى مليار و500 مليون جنيه.
تم البدء في تنفيذ:
- المرحلة الأولى بطول 117 كم بدءًا من مدينة الكوامل باتجاه مدينة الخارجة.

- المرحلة الثانية بطول 25 كم من مدخل الخارجة وحتى منطقة النقب.